# 共時性 (法律)
在西方法學中，併發（concurrence），亦共時（contemporaneity）或同時（simultaneity），是指，除了根據嚴格責任而定罪的以外，犯意與罪行協同發生是構成犯罪的顯然條件。理論上講，若罪行不與犯意並存，則不為犯罪。